# Češi v Lucembursku

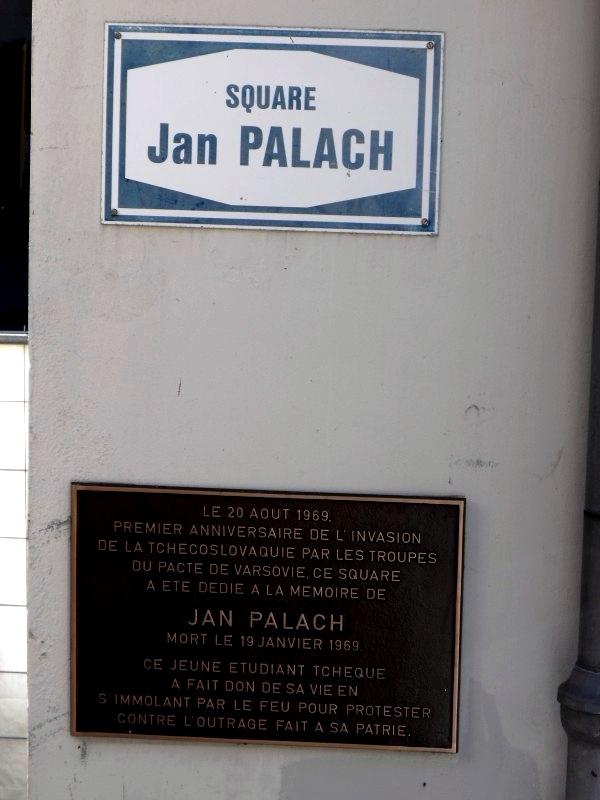
Pamětní deska Jana Palacha na stejnojmenném náměstí v centru Lucemburku

V Lucemburském vévodství žilo v roce 2024 přibližně 3000 Čechů, tj. osob narozených v Česku a rovněž nevelká část populace česko-lucemburského původu. Základ větší komunity pak vytvořili především političtí emigranti odcházející z tehdejšího komunistického Československa ve druhé polovině 20. století, po vzniku samostatné České republiky a zejména vstupu Česka do Evropské unie roku 2004 se počet zde žijících a pracujících Čechů začal násobit.

## Historie

### Středověk
Řada mocných českých šlechticů v Lucembursku pobývala jakožto součást dvora krále Jana z rodu Lucemburků, jehož otec Jindřich VII. Lucemburský roku 1310 přijal nabídku, aby se Jan stal českým králem. Jan v době své vlády v Praze pobýval nepravidelně a střídavě sídlil na hradě v Lucemburku, tento typ přítomnosti Čechů lze v menší míře předpokládat i za vlády dalších Lucemburků v Českém království: Karla IV., Václava IV. a Zikmunda Lucemburského.

### 20. století
Po vzniku Československa roku 1918 byly roku 1922 mezi oběma zeměmi navázány diplomatické vztahy a zřízeno československé velvyslanectví v Lucemburku.
Řada Čechů a Slováků pak přišla do země v rámci uprchlických vln z východní Evropy kvůli nastolení komunistického režimu v Československu během února 1948. Po invazi vojsk Varšavské smlouvy do ČSSR v srpnu 1968 a následném protestním upálení Jana Palacha na Václavském náměstí v Praze 16. ledna 1969 byla 20. srpna 1969, na první výročí okupace, v Lucemburku na prostranství na náměstí Place d´Armes naproti budově radnice v Lucemburku umístěna pamětní deska Palachova činu. Deska zde byla instalována z iniciativy náměstka zdejšího primátora Ferdinanda Zürna, který v době druhé světové války jakožto redaktor lucemburské rozhlasové stanice RTL navštívil tehdejší Protektorát Čechy a Morava. Zde se během zaměstnání v Československém rozhlase následně zapojil do aktivit československého protinacistického odboje, za což byl německými orgány zadržen, uvězněn v pankrácké věznici a osvobozen až během Pražského povstání v květnu 1945.
Po pádu komunismu v Československu v listopadu 1989 a otevření hranic volnému cestování, což do Lucemburska přilákalo další Čechy a Slováky, odcházejících sem především za prací.

### 21. století

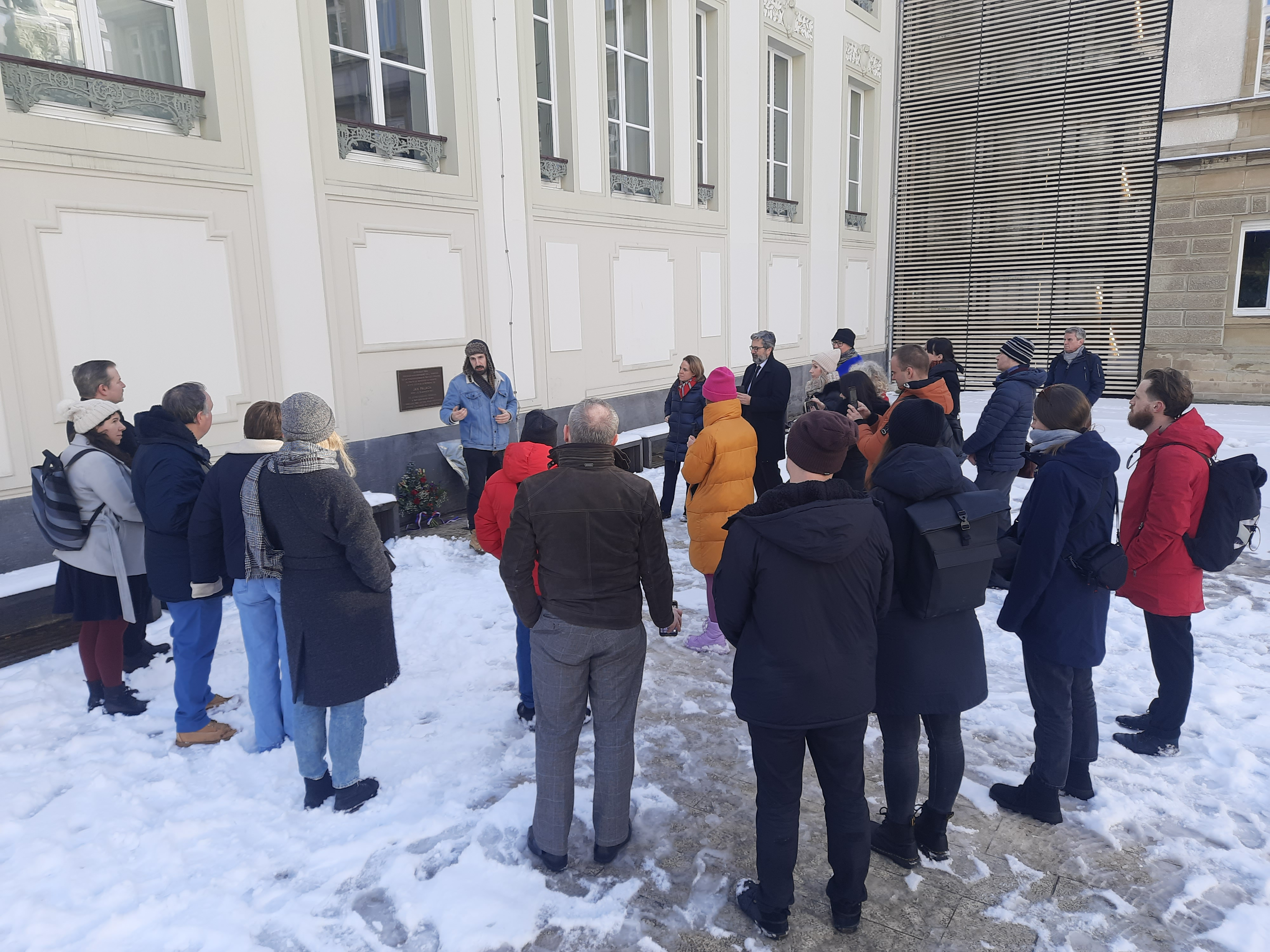
Vzpomínková akce Vzpomínka na Jana Palacha za účasti velvyslance ČR v Lucembursku Vladimíra Bärtla, členů zdejší české a slovenské krajanské komunity a českých slam poetry performerů na Square Jan Palach, 18. ledna 2024

Po vstupu Česka do Evropské unie v květnu 2004 a zapojení ČR do provozu unijních institucí pak počet zde žijících Čechů ještě více vzrostl. Funguje zde mj. krajanský spolek Amitiés tchéque et slovaque - Luxembourg ( ATSL), sdružující české a slovenské krajany, pořádající se zde mj. pravidelná setkání a kulturní akce, či vzpomínkové akce u pamětní desky na Square Jan Palach ve spolupráci s českým velvyslanectvím v Lucemburku. Spolek zde rovněž od roku 2004 provozuje školu s výukou v češtině.
Roku 2009 urbanisticky částečně oddělené prostranství náměstí Place d´Armes pojmenováno Square Jan Palach (náměstí Jana Palacha).